# Peder Tordenskjold (film)
Peder Tordenskjold er en dansk stumfilm fra 1910 produceret af Continental Films Compagni og distribueret af Fotorama. Filmens manuskript er skrevet af Ernst Munkeboe, der ifølge Det Danske Filminstitut også har instrueret filmen. Websitet danskefilm.dk angiver imidlertid Rasmus Bjerregaard som filmens instruktør.
Filmen havde dansk premiere den 8. december 1910 i Løvebiografen i København.

## Handling
Filmen er baseret på den sande historie om den dansk-norske søhelt Peter Wessel Tordenskiolds bedrifter under Den Store Nordiske Krig 1709-20. Handlingen er sammensat af en række væsentlige begivenheder, såsom afrejsen med fregatten Løvendals Galej i 1712, Slaget ved Colberghejde i 1715, Tordenskiolds ophøjelse til adelsstand i 1716 og hans død i 1720.
Instruktøren har derudover bygget en kærlighedshistorie op omkring det fotografi af en Frøken Norris, Tordenskiold bar i sin brystlomme, da han døde.

## Medvirkende
- Vilhelm Stigaard, Peder Wessel
- Kolja Svensson, Bådsmanden
- Christian Hansen, Ole Vandhund, rorgænger
- Valborg Kierkegaard, Miss Norris
- Carl Schenstrøm